# Juana Belén Gutiérrez de Mendoza
Juana Belén Gutiérrez de Mendoza (San Juan del Río, 27 de enero de 1875 - 13 de julio de 1942) fue una profesora, periodista, anarquista, feminista, sufragista y activista mexicana del magonismo y zapatismo, además del movimiento por los derechos de las mujeres. Editó y dirigió el periódico Vésper (1901) y El Desmonte (1919), además de colaborar en el Diario del Hogar, El hijo del Ahuizote y el Excélsior. En 1936 junto a Concha Michel, redactaron y publicaron el opúsculo, La República Femenina, en el que defendieron sus posiciones sobre la necesidad de que las mujeres desarrollaran sus propias capacidades creativas sin imitar las actividades masculinas.

## Biografía
Nació el 27 de enero de 1875 en San Juan del Río, Durango, un lugar de una familia muy pobre. Hija de un padre peón y una madre muy devota y rígida, Juana Belén desarrolló un fuerte anticlericalismo desde temprana edad por el fanatismo religioso proveniente de su lado materno. Esta animadversión la llevó a adoptar posturas más extremistas en etapas más prematuras de su pensamiento, como afirmar que las mujeres no deberían asegurar el derecho al voto ya que siempre estarían influenciadas por la religión. Autodidacta, la lectura de Bakunin y Kropotkin la inclinaron hacia la corriente anarcosindicalista. De igual forma, las organizaciones anarquistas y socialistas jugaron un papel clave en el perfeccionamiento de sus habilidades propagandísticas y periodísticas, así como en el uso de sus redes sociales en la movilización de los campesinos y obreros.
Se casó con un minero analfabeto llamado Cirilo Mendoza, a quien enseñó a leer y escribir a la edad de 12 años. Comenzó a colaborar en los periódicos Diario del Hogar y El hijo del Ahuizote a los 22 años. En 1897 por su defensa de los derechos laborales de los mineros de La Esmeralda, estado de Chihuahua, fue encarcelada en la prisión Minas Nuevas. Una vez libre, fundó el Club Liberal Benito Juárez en 1899 y fundó el semanario Vésper en 1901. Desde sus páginas atacó al gobierno de Porfirio Díaz, a la Iglesia y al Estado. Con esta publicación, de corte libertario, se constituyó como una periodista de oposición por lo cual fue apresada. Perseguida, se trasladó a la Ciudad de México y en 1902 reanudó la publicación de Vésper. Se afilió al Club Liberal Ponciano Arriaga ocupando en 1903 el puesto de primera vocal. Fue encarcelada por la policía junto a Camilo Arriaga, los hermanos Ricardo y Enrique Flores Magón y Juan Sarabia en la cárcel de Belén, y luego desterrada a Laredo, Texas.
Junto a Elisa Acuña y Sara Estela Ramírez continuó publicando Vésper, y con Acuña redactó el periódico Fiat Lux de tendencia socialista. En 1905 regresó a México y fundó Socialismo Mexicano, una organización conformada por grupos de obreros, y editó el periódico Anáhuac, órgano de difusión de la agrupación. Paralelamente colaboró en Excélsior.
Fundó Las Hijas de Anáhuac, grupo formado por unas 300 mujeres libertarias en 1907 y que pedían mediante huelgas mejores condiciones laborales para las mujeres. Porfirio Díaz, ordenó su deportación a los Estados Unidos. Como una de las pioneras del feminismo mexicano, «fue una de las primeras voces que exigió al gobierno de Francisco I. Madero el voto de las mujeres y reivindicaciones laborales para las trabajadoras». Además, gestó la creación del Club político femenil Amigas del Pueblo en 1909 donde participan Dolores Arana, Manuela y Delfina Peláez, Manuela Gutiérrez, Dolores Jiménez y Muro, María Trejo, Rosa G. de Maciel, Laura Mendoza, Dolores Medina y Jacoba González. Luego de un fallido intento de rebelión patrocinado por el Círculo Ponciano Arriaga termina encarcelada durante 3 años en las prisiones de San Juan de Ulúa, junto a Dolores Jiménez, María Dolores Malvaes y Elisa Acuña.
Participó activamente de la Revolución Mexicana, mientras que fue parte del grupo que elaboró el Plan de Ayala en 1911, y es encarcelada al declararse partidaria de Emiliano Zapata, quien al ser liberada la nombra coronela, encargándose de organizar el regimiento Victoria. En 1914 dirigió en Chilpancingo, estado de Guerrero, el periódico La Reforma. Es detenida por 10 meses por ser zapatista en 1916 por el gobierno de Carranza. En 1919 funda El Desmonte, dedicado a la vida política y sindical; en 1921 funda una colonia agrícola experimental en el Estado de Morelos y en 1922 publicó ¡Alto!. 
Perteneció al grupo de mujeres e intelectuales que fundaron varias organizaciones feministas en su país, entre ellas el Consejo Nacional para las Mujeres durante el mes de octubre de 1919 junto a Elena Torres, Evelyn T. Roy, Thoberg de Haberman, María del Refugio García y Estela Carrasco; ocupó la presidencia en esta organización. Además, participó del Frente Único Pro-Derechos de la Mujer, donde destacaría como una de sus activistas más influyentes.
Fue directora del Hospital de Zacatecas, y entre 1925 y 1930 fue inspectora de escuelas federales en Querétaro y en Zacatecas. En 1930 editó el periódico Alma Mexicana y en 1932, Vésper entró en su cuarta y última época. De forma similar, en la década de los treinta, Juana Belén participó con otras mujeres en los Congresos de Obreras y Campesinas y se integró al Frente Único Pro-Derechos de la Mujer (FUPDM) que, en sus inicios, buscaba integrar las demandas obreras al programa político del feminismo, al mismo tiempo que se pronunciaba en contra del fascismo y la intervención extranjera.
Junto con Concha Michel, redactaron y publicaron el opúsculo, La República Femenina, s.p.i. 1936 con la propuesta de que la liberación femenina debía sustentarse en la propia naturaleza de las mujeres, es decir en su capacidad de creación, y no en la imitación de las actividades masculinas. Este folleto es considerado precursor de los planteamientos del feminismo de la diferencia desarrollado en los años 70 del siglo XX.
En 1940, fundó el grupo La República Femenina, que sostenía que el desequilibrio social provenía del triunfo del patriarcado sobre el matriarcado. 
Pasó el final de su vida en Michoacán donde desarrolló un proyecto indigenista de educación para mujeres.
Continuó colaborando en diversos periódicos hasta su muerte. Murió el 13 de julio de 1942 en la Ciudad de México. Su última publicación se tituló ¡Por la tierra y por la raza! cuya primera edición se llevó a cabo en 1924 y se agotó rápidamente. En 1967, su hija Laura Mendoza Gutiérrez, con el apoyo de su nieta Susana Mendoza, realizaron una segunda edición de este libro.